# Medwayella batibacula
Medwayella batibacula är en loppart som beskrevs av Hamilton Paul Traub 1972. Medwayella batibacula ingår i släktet Medwayella och familjen Stivaliidae. Inga underarter finns listade i Catalogue of Life.